# Antoni Mączak
Antoni Mączak (geboren 30. März 1928 in Lwów, Zweite Polnische Republik; gestorben 6. März 2003 in Warschau) war ein polnischer Historiker.

## Leben
Antoni Mączak erlebte als Kind im Zweiten Weltkrieg 1939 die sowjetische und 1941 die deutsche Besetzung Lembergs. Er schloss sich dem polnischen Widerstand an und kämpfte in der Pfadfinderorganisation  Szare Szeregi und 1944 während des Warschauer Aufstands in der Polnischen Heimatarmee. Er geriet bis zum Kriegsende in deutsche Gefangenschaft. 
Mączak studierte Geschichte an der Universität Warschau und arbeitete seither als Historiker. 1981 wurde er Professor und war bis 1987 Direktor des Historischen Seminars der Warschauer Universität. Er war Mitglied des Collegium Invisibile und korrespondierendes Mitglied der Polnischen Akademie der Wissenschaften. Im Jahr 1983/1984 war der Forschungsstipendiat am Historischen Kolleg in München.
Mączak arbeitete zur Sozial- und Wirtschaftsgeschichte Polens der Neuzeit. 
Mączak war Mitglied der kommunistischen Partei, setzte sich aber mit der sozialgeschichtlichen Untersuchung Rządzący i Rządzeni (Herrscher und Beherrschte) von der Parteivorgabe des Historischer Materialismus ab. Seine 1978 veröffentlichte Untersuchung über das Reisen Życie codzienne w podróżach po Europie XVI–XVII wieku wurde in der englischen Übersetzung ein Standardwerk. 2017 erschien sie auch in deutscher Übersetzung. 

## Schriften (Auswahl)
- Życie codzienne w podróżach po Europie XVI–XVII wieku. Warschau : Państwowy Instytut Wydawniczy, 1978
  - Travel in Early Modern Europe. Übersetzung Ursula Phillips. Cambridge : Polity Press, 1995
  - „Eine Kutsche ist wie eine Straßendirne“. Reisekultur im Alten Europa. Übersetzung Reinhard E. Fischer, Peter O. Loew. Schöningh : Paderborn 2017 ISBN 978-3-506-78485-8.[1]
- (Hrsg.): Natural resources in European history : a conference report. Washington, DC : Resources for the future, 1978 ISBN 0-8018-2237-8
- mit Hans Jürgen Teuteberg (Hrsg.): Reiseberichte als Quellen europäischer Kulturgeschichte. Wolfenbüttel : Herzog-August-Bibliothek, 1982
- (Hrsg.): East-Central Europe in transition : from the fourteenth to the seventeenth century. Cambridge : Cambridge Univ. Press, 1985 ISBN 0-521-25792-1
- Rządzący i rządzeni. Władza i społeczeństwo w Europie wczesnonowożytnej. Warschau 1986, ISBN 978-83-06-01417-4 (Herrscher und Beherrschte. Macht und Gesellschaft im Europa der frühen Neuzeit)
- Der Staat als Unternehmen. Adel und Amtsträger in Polen und Europa in der Frühen Neuzeit (= Schriften des Historischen Kollegs. Vorträge. Bd. 10), München 1989 (Digitalisat)
- mit Elisabeth Müller-Luckner (Hrsg.): Klientelsysteme im Europa der frühen Neuzeit (= Schriften des Historischen Kollegs. Kolloquien. Bd. 9) München, Oldenbourg 1988 ISBN 978-3-486-54021-5 (Digitalisat)
- Der Staat als Unternehmen : Adel und Amtsträger in Polen und Europa in der frühen Neuzeit. München : Stiftung Historisches Kolleg, 1989 (32 Seiten)
- mit Christopher Smout (Hrsg.): Gründung und Bedeutung kleinerer Städte im nördlichen Europa der frühen Neuzeit. Wiesbaden : Harrassowitz, 1991
- (Hrsg.): Der frühmoderne Staat in Ostzentraleuropa. Band 1 Augsburg : Wißner, 1999
- Ungleiche Freundschaft : Klientelbeziehungen von der Antike bis zur Gegenwart. Übersetzung Peter Oliver Loew. Osnabrück : fibre, 2005